# Amasra
Amasra è una città della Turchia, centro dell'omonimo distretto della provincia di Bartın.
Anticamente chiamata Amastri, è un centro portuale sulla costa anatolica del Mar Nero. Amasra è oggi apprezzata per le sue spiagge e per il paesaggio naturale che hanno reso il turismo l'attività principale dei suoi abitanti.

## Storia
Situata nell'antica regione della Paflagonia, il suo nome originale sembra sia stato Sesamo, ed è menzionata da Omero insieme alla città di Citoro. Stefano di Bisanzio dice che originariamente la città si chiamava Cromna; ma in un'altra frase, dove ripete l'affermazione, aggiunge che alcuni sostengono che Cromna sia solamente una piccola località nel territorio di Amastri. Una testimonianza simile viene riportata anche da Omero, nell'Iliade.
Un'altra recente ipotesi la identifica con Enete la capitale degli antichi Paflagoni, citata nelle Argonautiche.
Il territorio di Amastri in antichità produceva una grande quantità di legno di bosso, che cresceva sul monte Citoro.
Il nome della città deriva da quello della principessa Amastri, nipote di Dario III, ultimo imperatore persiano della dinastia achemenide, che fu dapprima moglie di Dionisio, tiranno di Eraclea Pontica, e dopo la sua morte fu moglie di Lisimaco, uno dei Diadochi. Amastri, dopo la sua separazione da Lisimaco, unì quattro piccole colonie ioniche (cioè Tium, Sesamo, Citoro e Cromna – anche quest'ultima menzionata nell'Iliade) per formare la nuova comunità di Amastris, situata lungo un piccolo fiume dello stesso nome e su di una penisola. Tium, dice Strabone, si staccò ben presto dalla comunità, ma le altre cittadine restarono unite, e Sesamo divenne l'acropoli di Amastri. Si suppone quindi che Amastri in realtà non fosse una città ma una confederazione o unione di tre località, e che Sesamo fosse il nome dell'insediamento nella penisola. Questa ipotesi può spiegare il fatto che Pomponio Mela cita Sesamo e Cromna come città della Paflagonia, mentre non menziona Amastri.
Intorno al 265–260 a.C., Eumene, tiranno di Amastri, offrì la città a Ariobarzane del Ponto piuttosto che farla cadere sotto il dominio di Eraclea. Amastri rimase a far parte del regno del Ponto fino a quando fu conquistata da Lucio Licinio Lucullo nel 70 a.C. nel corso della seconda guerra mitridatica.
Plinio il Giovane, mentre era governatore di Bitinia e Ponto, in una lettera a Traiano, descrisse Amastri come una bella città, con un lungo viale (platea), fiancheggiato su un lato da un corso d'acqua, che in realtà era un canale di scolo sporco e nauseante; Plinio ottenne dall'imperatore il permesso di ricoprirlo. In una moneta del periodo di Traiano, Amastri è nominata con il titolo di Metropoli. Continuò ad essere una città di una certa importanza fino al VII secolo.
La città non venne abbandonata nel periodo bizantino, quando l'acropoli venne trasformata in una fortezza e la chiesa, tuttora esistente, venne costruita. Amastri ritornò ad essere un centro di una certa importanza nel 1261: in quell'anno la città fu conquistata dalla repubblica di Genova, nel tentativo di ottenere il monopolio dei commerci del Mar Nero. La dominazione genovese terminò nel 1460 quando il sultano ottomano Mehmed II conquistò le coste anatoliche del Mar Nero, costringendo i suoi abitanti a fuggire a Costantinopoli. I greci furono sostituiti da abitanti turchi, la chiesa fu trasformata in moschea e la città perse molta della sua precedente importanza.

## Amministrazione

### Gemellaggi
Fontaniva, dal 2001